# João Afonso Telo, 6.º conde de Barcelos
João Afonso Telo o Moço (m. 14 de agosto de 1385 na batalha de Aljubarrota), foi alcaide-mor de Lisboa em 1372, almirante do reino (desde 1375/76) e 6.º conde de Barcelos.
Era o filho de Martim Afonso Telo de Meneses—mordomo-mor da rainha consorte de Castela Maria de Portugal, esposa do rei Afonso XI de Castela, assassinado em 1356 por ordem do rei Pedro I o Cruel—e de Aldonça Anes de Vasconcelos, filha de João Mendes de Vasconcelos, alcaide-mor de Estremoz, e de Aldara Afonso Alcoforado. Teve vários irmãos, entre eles, a rainha Leonor Teles, a esposa do rei Fernando I de Portugal.

## Esboço biográfico
Dom João Afonso, durante a terceira guerra fernandina, comandou a frota portuguesa na batalha da ilha de Saltes travada em 17 de julho de 1381 contra a esquadra castelhana comandada por Fernando Sánchez de Tovar que infligiu uma derrota decisiva à frota portuguesa que resultou na destruição do poder ofensivo naval de Portugal e na afirmação da supremacia naval castelhana no oceano Atlântico. Fernão Lopes na sua Chronica de el-rei D. Fernando "atribui-lhe a responsabilidade da derrota, pois fez desbaratar as galés portuguesas, por presunção e soberba".
Participou no assassínio de João Fernandes Andeiro e esteve presente em 6 dezembro de 1383 quando o mestre de Avis entrou na câmara da rainha Leonor, sua irmã.
Durante a crise dinástica portuguesa de 1383–1385, apoiou a causa do rei João I de Castela, que o criou conde de Mayorga.

## Descendência
Casou com Beatriz Afonso de Albuquerque, filha ilegítima de João Afonso de Albuquerque o do Ataúde, 6º senhor de Albuquerque e chanceler-mor do rei Pedro I de Castela, e Maria Rodrigues Barba. A irmã de Beatriz foi a esposa de Gonçalo Teles de Meneses, o irmão de Afonso. Teve filhos com Beatriz, mas não teve netos. Segundo António Caetano de Sousa, seu filho João (m. jovem depois de 20 de março de 1368) esteve desposado com Isabel de Portugal, filha de D. Fernando I.

## Morte
Morto na batalha de Aljubarrota, o rei português esteve três dias no campo da batalha e mandou sepultar primeiro a João Afonso Telo, "o único dos inimigos a quem D. João mandou dar sepultura".

## Ver também

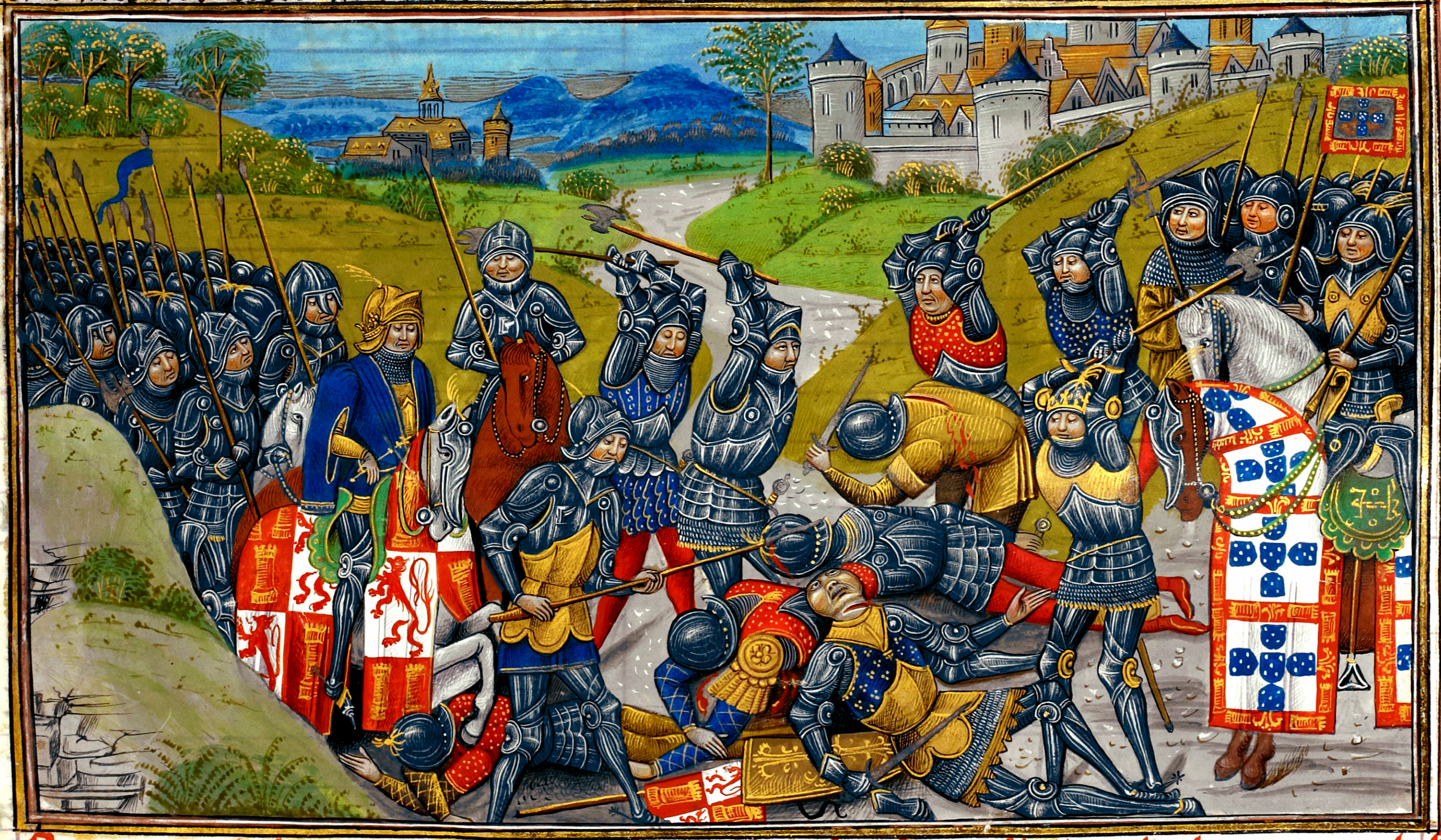
A Batalha de Aljubarrota, ilustração de Jean d'Wavrin (Chronique d'Angleterre)